# Grand Prix-wegrace van de Amerika's

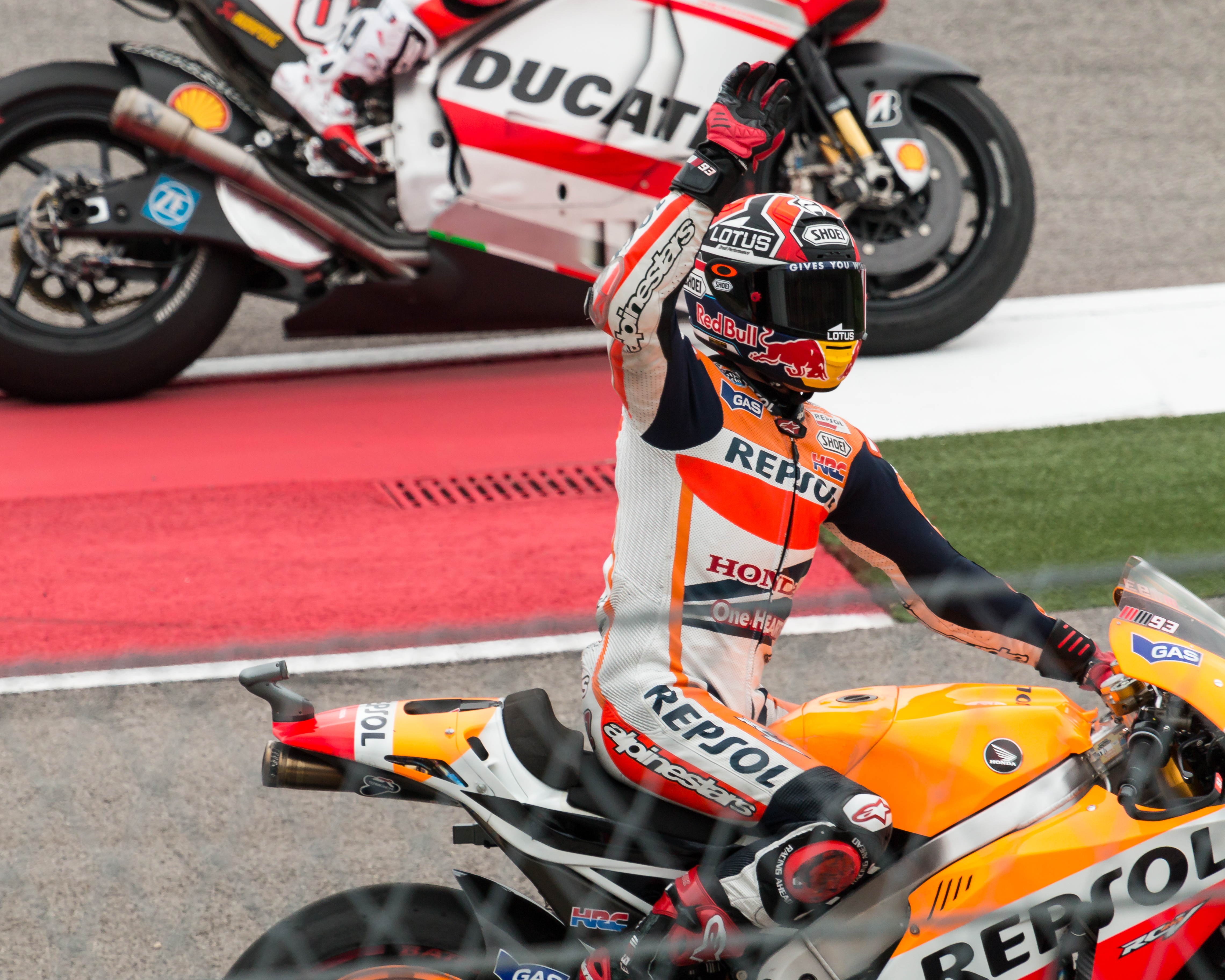
Marc Márquez, winnaar MotoGP 2014

De Grand Prix van de Amerika's voor motorfietsen is een motorsportrace, die sinds 2013 wordt verreden en meetelt voor het wereldkampioenschap wegrace. Het evenement vindt plaats op het Circuit of the Americas in de buurt van Austin, Texas. Het is de derde race in de Verenigde Staten, na de Grand Prix van Indianapolis en de Grand Prix van de Verenigde Staten, die in 2014 niet meer op de kalender stond.

Circuit of the Americas

## Statistiek
| Editie | Seizoen | Circuit | Klasse | Winnaar                    | Tweede                        | Derde                          | Poleposition               | Snelste ronde              |
| ------ | ------- | ------- | ------ | -------------------------- | ----------------------------- | ------------------------------ | -------------------------- | -------------------------- |
| 1      | 2013    | Austin  | Moto3  | Álex Rins (KTM)            | Maverick Viñales (KTM)        | Luis Salom (KTM)               | Álex Rins (KTM)            | Luis Salom (KTM)           |
| 1      | 2013    | Austin  | Moto2  | Nicolás Terol (Suter)      | Esteve Rabat (Kalex)          | Mika Kallio (Kalex)            | Scott Redding (Kalex)      | Nicolás Terol (Suter)      |
| 1      | 2013    | Austin  | MotoGP | Marc Márquez (Honda)       | Dani Pedrosa (Honda)          | Jorge Lorenzo (Yamaha)         | Marc Márquez (Honda)       | Marc Márquez (Honda)       |
|        |         |         |        |                            |                               |                                |                            |                            |
| 2      | 2014    | Austin  | Moto3  | Jack Miller (KTM)          | Romano Fenati (KTM)           | Efrén Vázquez (Honda)          | Jack Miller (KTM)          | Álex Márquez (Honda)       |
| 2      | 2014    | Austin  | Moto2  | Maverick Viñales (Kalex)   | Esteve Rabat (Kalex)          | Dominique Aegerter (Suter)     | Esteve Rabat (Kalex)       | Maverick Viñales (Kalex)   |
| 2      | 2014    | Austin  | MotoGP | Marc Márquez (Honda)       | Dani Pedrosa (Honda)          | Andrea Dovizioso (Ducati)      | Marc Márquez (Honda)       | Marc Márquez (Honda)       |
|        |         |         |        |                            |                               |                                |                            |                            |
| 3      | 2015    | Austin  | Moto3  | Danny Kent (Honda)         | Fabio Quartararo (Honda)      | Efrén Vázquez (Honda)          | Danny Kent (Honda)         | Miguel Oliveira (KTM)      |
| 3      | 2015    | Austin  | Moto2  | Sam Lowes (Speed Up)       | Johann Zarco (Kalex)          | Álex Rins (Kalex)              | Xavier Siméon (Kalex)      | Sam Lowes (Speed Up)       |
| 3      | 2015    | Austin  | MotoGP | Marc Márquez (Honda)       | Andrea Dovizioso (Ducati)     | Valentino Rossi (Yamaha)       | Marc Márquez (Honda)       | Andrea Iannone (Ducati)    |
|        |         |         |        |                            |                               |                                |                            |                            |
| 4      | 2016    | Austin  | Moto3  | Romano Fenati (KTM)        | Jorge Navarro (Honda)         | Brad Binder (KTM)              | Philipp Öttl (KTM)         | Romano Fenati (KTM)        |
| 4      | 2016    | Austin  | Moto2  | Álex Rins (Kalex)          | Sam Lowes (Kalex)             | Johann Zarco (Kalex)           | Álex Rins (Kalex)          | Sam Lowes (Kalex)          |
| 4      | 2016    | Austin  | MotoGP | Marc Márquez (Honda)       | Jorge Lorenzo (Yamaha)        | Andrea Iannone (Ducati)        | Marc Márquez (Honda)       | Marc Márquez (Honda)       |
|        |         |         |        |                            |                               |                                |                            |                            |
| 5      | 2017    | Austin  | Moto3  | Romano Fenati (Honda)      | Jorge Martín (Honda)          | Fabio Di Giannantonio (Honda)  | Arón Canet (Honda)         | Arón Canet (Honda)         |
| 5      | 2017    | Austin  | Moto2  | Franco Morbidelli (Kalex)  | Thomas Lüthi (Kalex)          | Takaaki Nakagami (Kalex)       | Franco Morbidelli (Kalex)  | Franco Morbidelli (Kalex)  |
| 5      | 2017    | Austin  | MotoGP | Marc Márquez (Honda)       | Valentino Rossi (Yamaha)      | Dani Pedrosa (Honda)           | Marc Márquez (Honda)       | Marc Márquez (Honda)       |
|        |         |         |        |                            |                               |                                |                            |                            |
| 6      | 2018    | Austin  | Moto3  | Jorge Martín (Honda)       | Enea Bastianini (Honda)       | Marco Bezzecchi (KTM)          | Jorge Martín (Honda)       | Enea Bastianini (Honda)    |
| 6      | 2018    | Austin  | Moto2  | Francesco Bagnaia (Kalex)  | Álex Márquez (Kalex)          | Miguel Oliveira (KTM)          | Álex Márquez (Kalex)       | Francesco Bagnaia (Kalex)  |
| 6      | 2018    | Austin  | MotoGP | Marc Márquez (Honda)       | Maverick Viñales (Yamaha)     | Andrea Iannone (Suzuki)        | Maverick Viñales (Yamaha)  | Marc Márquez (Honda)       |
|        |         |         |        |                            |                               |                                |                            |                            |
| 7      | 2019    | Austin  | Moto3  | Arón Canet (KTM)           | Jaume Masiá (KTM)             | Andrea Migno (KTM)             | Niccolò Antonelli (Honda)  | Alonso López (Honda)       |
| 7      | 2019    | Austin  | Moto2  | Thomas Lüthi (Kalex)       | Marcel Schrötter (Kalex)      | Jorge Navarro (Speed Up)       | Marcel Schrötter (Kalex)   | Thomas Lüthi (Kalex)       |
| 7      | 2019    | Austin  | MotoGP | Álex Rins (Suzuki)         | Valentino Rossi (Yamaha)      | Jack Miller (Ducati)           | Marc Márquez (Honda)       | Marc Márquez (Honda)       |
|        |         |         |        |                            |                               |                                |                            |                            |
| 8      | 2021    | Austin  | Moto3  | Izan Guevara (GasGas)      | Dennis Foggia (Honda)         | John McPhee (Honda)            | Jaume Masiá (KTM)          | Tatsuki Suzuki (Honda)     |
| 8      | 2021    | Austin  | Moto2  | Raúl Fernández (Kalex)     | Fabio Di Giannantonio (Kalex) | Marco Bezzecchi (Kalex)        | Raúl Fernández (Kalex)     | Raúl Fernández (Kalex)     |
| 8      | 2021    | Austin  | MotoGP | Marc Márquez (Honda)       | Fabio Quartararo (Yamaha)     | Francesco Bagnaia (Ducati)     | Francesco Bagnaia (Ducati) | Marc Márquez (Honda)       |
|        |         |         |        |                            |                               |                                |                            |                            |
| 9      | 2022    | Austin  | Moto3  | Jaume Masiá (KTM)          | Dennis Foggia (Honda)         | Andrea Migno (Honda)           | Dennis Foggia (Honda)      | Jaume Masiá (KTM)          |
| 9      | 2022    | Austin  | Moto2  | Tony Arbolino (Kalex)      | Ai Ogura (Kalex)              | Jake Dixon (Kalex)             | Cameron Beaubier (Kalex)   | Arón Canet (Kalex)         |
| 9      | 2022    | Austin  | MotoGP | Enea Bastianini (Ducati)   | Álex Rins (Suzuki)            | Jack Miller (Ducati)           | Jorge Martín (Ducati)      | Enea Bastianini (Ducati)   |
|        |         |         |        |                            |                               |                                |                            |                            |
| 10     | 2023    | Austin  | Moto3  | Iván Ortolá (KTM)          | Jaume Masiá (Honda)           | Xavier Artigas (CFMoto)        | Jaume Masiá (Honda)        | Iván Ortolá (KTM)          |
| 10     | 2023    | Austin  | Moto2  | Pedro Acosta (Kalex)       | Tony Arbolino (Kalex)         | Bo Bendsneyder (Kalex)         | Celestino Vietti (Kalex)   | Jeremy Alcoba (Kalex)      |
| 10     | 2023    | Austin  | MotoGP | Álex Rins (Honda)          | Luca Marini (Ducati)          | Fabio Quartararo (Yamaha)      | Francesco Bagnaia (Ducati) | Álex Rins (Honda)          |
|        |         |         |        |                            |                               |                                |                            |                            |
| 11     | 2024    | Austin  | Moto3  | David Alonso (CFMoto)      | Daniel Holgado (GasGas)       | Ángel Piqueras (Honda)         | David Alonso (CFMoto)      | Daniel Holgado (GasGas)    |
| 11     | 2024    | Austin  | Moto2  | Sergio García (Boscoscuro) | Joe Roberts (Kalex)           | Fermín Aldeguer (Boscoscuro)   | Arón Canet (Kalex)         | Alonso López (Boscoscuro)  |
| 11     | 2024    | Austin  | MotoGP | Maverick Viñales (Aprilia) | Pedro Acosta (KTM)            | Enea Bastianini (Ducati)       | Maverick Viñales (Aprilia) | Maverick Viñales (Aprilia) |
|        |         |         |        |                            |                               |                                |                            |                            |
| 12     | 2025    | Austin  | Moto3  | José Antonio Rueda (KTM)   | Joel Kelso (KTM)              | Matteo Bertelle (KTM)          | David Muñoz (KTM)          | Matteo Bertelle (KTM)      |
| 12     | 2025    | Austin  | Moto2  | Jake Dixon (Boscoscuro)    | Tony Arbolino (Boscoscuro)    | Alonso López (Boscoscuro)      | Jake Dixon (Boscoscuro)    | Manuel González (Kalex)    |
| 12     | 2025    | Austin  | MotoGP | Francesco Bagnaia (Ducati) | Álex Márquez (Ducati)         | Fabio Di Giannantonio (Ducati) | Marc Márquez (Ducati)      | Marc Márquez (Ducati)      |

## Noot
1. ↑  Officieel vond er geen telling plaats

2013 · 2014 · 2015 · 2016 · 2017 · 2018 · 2019 · 2021 · 2022 · 2023 · 2024 · 2025